# Zainul Abedin
Zainul Abedein (Kishorhanj, 29. prosinca 1914. – 28. svibnja 1976. Dhaka)  je bangladeški slikar i tiskar. 
Jedan od osnivača suvremene bangladeške umjetnosti; najpoznatiji su mu radovi realistički crteži ("Bengalska glad:, 1943."'). Osnovao 1948. na kojem je radio kao profesor do 1967.